# Flabelligera idiura
Flabelligera idiura är en ringmaskart som beskrevs av Ehlers in Støp-Bowitz 1948. Flabelligera idiura ingår i släktet Flabelligera och familjen Flabelligeridae. Inga underarter finns listade i Catalogue of Life.